# Humajun
Nasir-ud-Din Muhamed (6. mart 1508 – 27. januar 1556), poznatiji po svom vladarskom imenu, Humajun, bio je drugi car Mogulskog carstva, koji je vladao teritorijom u današnjem Avganistanu, Pakistanu, Severnoj Indiji i Bangladešu od 1530–1540. i ponovo od 1555–1556. Kao i njegov otac Babur, rano je izgubio kraljevstvo, ali ga je povratio i teritorijalno proširio uz pomoć dinastije Safavida iz Persije. U vreme njegove smrti 1556. godine, Mogulsko carstvo se prostiralo na gotovo milion kvadratnih kilometara.
U decembru 1530. godine, Humajun je nasledio svog oca na prestolu u Delhiju kao vladar Mogulskih teritorija na Indijskom potkontinentu. Humajun je bio neiskusan vladar kada je došao na presto, u svojoj 22. godini. Njegov polubrat Kamran Mirza nasledio je Kabul i Kandahar, najsevernije delove carstva njihovog oca. Kamran je kasnije postao gorki rival Humajuna.
Humajun je izgubio sve nasleđene teritorije u borbi protiv Šer Šaha Surija, ali ih je 15 godina kasnije povratio uz pomoć Safavida. Povratak Humajuna iz Persije bio je praćen velikom svitom persijskih plemića i to je nagovestilo važnu promenu u mogulskoj dvorskoj kulturi. Srednjoazijsko poreklo dinastije bilo je u velikoj meri zasenjeno uticajima persijske umetnosti, arhitekture, jezika i književnosti. U Indiji postoji mnoštvo uklesanih stena i hiljade persijskih rukopisa koji potiču iz vremena Humajuna.
Nakon toga, Humajun je proširio carstvo u vrlo kratkom roku, ostavivši značajno nasleđe svom sinu Akbaru.
Godine 1535, kada je Humajun bio guverner Gudžarata, ulogorio se u blizini Kambaja (danas Kambat). Humajuna i njegovu vojsku opljačkali su Koliji iz Gudžarata.

## Pozadina
Odluka Babura da podeli teritorije svog carstva između dva sina bila je neobična u Indiji, iako je to bila uobičajena srednjoazijska praksa još od vremena Džingis-kana. Za razliku od većine monarhija, koje su praktikovale primogenituru, Timuridi su sledili primer Džingisa i nisu ostavljali čitavo kraljevstvo najstarijem sinu. Iako je pod tim sistemom samo Džingisid (direktni krvni srodnik ili potomak Džingis-kana) mogao da traži suverenitet i kansku vlast, bilo koji muški Džingisid unutar određene grane dinastije imao je jednako pravo na presto (premda Timuridi nisu bili Džingisidi po svojoj očinskoj liniji). Dok je carstvo Džingis-kana bilo mirno podeljeno između njegovih sinova nakon njegove smrti, skoro svako naredno nasleđivanje u dinastiji Džingisida dovodilo je do bratoubistva.
Sam Timur je podelio svoje teritorije između Pir Muhameda, Miran Šaha, Halil Sultana i Šahruk Mirze, što je rezultiralo ratom među porodicama. Po Baburovoj smrti, Humajunove teritorije bile su najmanje bezbedne. On je vladao samo četiri godine, i nisu svi umarasi (plemići) Humajuna smatrali svojim zakonitim vladarom. Zaista, ranije, kada se Babur razboleo, deo plemića je pokušao da postavi njegovog pašenoga, Mahdija Hvadžu, za vladara. Iako je ovaj pokušaj propao, to je bio nagoveštaj problema koji su usledili.

## Rana vladavina
Kada je Humajun došao na presto Mogulskog carstva, nekoliko njegove braće se pobunilo protiv njega. Brat Halil Mirza (1509–1530) podržavao je Humajuna, ali je ubijen. Car je započeo izgradnju grobnice za svog brata 1538. godine, ali još nije bila završena kada je on bio primoran da pobegne u Persiju. Šer Šah je uništio nedovršenu strukturu i na njoj se nije radilo nakon Humajunove restauracije.
Humajun je imao dva glavna rivala za svoje zemlje: sultana Bahadur Šaha od Gudžarata na jugozapadu, i Šer Šah Surija (Šer Kana), avganskog vojskovođe koji se nastanio duž reke Gang u Biharu na istoku. Humajunova prva kampanja bila je usmerena protiv Šer Šah Surija. Na polovini ove ofanzive Humajun je morao da je napusti i koncentriše se na Gudžarat, gde je imao da se suoči sa pretnjom Ahmed Šaha. Humajun je pobedio anektirajući svojoj državi Gudžarat, Malvu, Čampaner i veliku tvrđavu Mandu.
Tokom prvih pet godina Humajunove vladavine, Bahadur Šah i Šer Kan su proširili svoju vlast, iako se sultan Bahadur Šah suočavao sa pritiskom na istoku izazvanim sporadičnim sukobima sa Portugalcima. Dok su Moguli nabavili vatreno oružje preko Osmanskog carstva, Bahadurov Gudžarat ga je nabavio kroz niz ugovora sklopljenih sa Portugalcima, omogućavajući Portugalcima da uspostave strateško uporište u severozapadnoj Indiji.
Godine 1535, Humajun je obavešten da sultan Gudžarata planira napad na mogulske teritorije uz pomoć Portugalije. Humajun je okupio vojsku i krenuo na Bahadura. Za mesec dana zauzeo je tvrđave Mandu i Šampaner. Međutim, umesto da produži ofanzivu, Humajun je prekinuo kampanju i konsolidovao svoju novoosvojenu teritoriju. Sultan Bahadur je u međuvremenu pobegao i sklonio se kod Portugalaca. Kao i njegov otac, Humajun je često konzumirao opijum. Nakon pobune lokalnog stanovništva, Bahadur Šah je povratio čitav Gudžarat 1536. godine, i počeo napade na Malvu.

## Literatura
- Avasthy, Rama Shanker (1967). The Mughal Emperor Humayun. History Dept., University of Allahabad. OCLC 469320065.
- Banerji, S. K. (1938). Humayun Badshah. Oxford University Press.
- Gascoigne, Bamber (1971). The Great Moghuls. New York: Harper & Row. ISBN 978-006-011467-1.
- Mukhia, Harbans (2004). The Mughals of India. Malden, MA: Wiley-Blackwell. ISBN 978-0-631-18555-0.
- Richards, John F. (1993).  Johnson, Gordon, ур. The Mughal Empire. The New Cambridge History of India. Part I Volume 5. Cambridge University Press. ISBN 978-0-521-25119-8.
- Begum, Gulbadan (1902). The History of Humāyūn (Humāyūn-nāmah) (English translation and Persian text). Translated by Annette S. Beveridge. Royal Asiatic Society.; English translation only, as text
- Gulbadam, Begam; Annette S. Beveridge (1972). The History of Humāyūn (Humāyūn-nāmah). Begam Gulbadam. стр. 249—. GGKEY:NDSD0TGDPA1.
- Jawhar (fl. 1554) (1832). The Tezkereh Al Vakiāt: Or, Private Memoirs of the Moghul Emperor Humayun. Translated by Charles Stewart. Oriental Translation Fund.
- Cambridge History of India, Vol. III & IV, "Turks and Afghan" and "The Mughal Period". (Cambridge) 1928
- Muzaffar Alam & Sanjay Subrahmanyan (Eds.) The Mughal State 1526–1750 (Delhi) 1998
- William Irvine The Army of the Indian Moghuls. (London) 1902. (Last revised 1985)
- Jos Gommans Mughal Warfare (London) 2002
- Овај чланак укључује текст из публикације која је сада у јавном власништву: Chisholm, Hugh, ур. (1911). „Humayun”.  (на језику: енглески) (11 изд.). Cambridge University Press.
- Banerji, S. K. (1938). Humayun Badshah. Oxford University Press. стр. 97, 232.
- Burke, S. M. (1989). Akbar, the Greatest Mogul. Munshiram Manoharlal Publishers. стр. 191. OCLC 243709755. „The mausoleum which Haji Begum built at Delhi to shelter her late husband's mortal remains ... Another pleasing feature is the laying out of a large garden round the building.”
- Eraly, Abraham (2007). The Mughal world: Life in India's Last Golden Age. Penguin Books. стр. 369. ISBN 9780143102625.
- Smith, Vincent Arthur (1919). Akbar: The Great Mogul 1542–1605. Clarendon Press. стр. 125.
- Henderson, Carol E. (2002). Culture and Customs of India. Greenwood Press. стр. 90. ISBN 9780313305139.

## Spoljašnje veze
- Kamiya, Takeo. „Humayun's Tomb in Delhi”. UNESCO. Приступљено 12. 7. 2013.
- „Mausoleum that Humayun never built”. The Hindu. 28. 4. 2003. Архивирано из оригинала 08. 07. 2003. г. Приступљено 31. 1. 2013.